# Бубањ (градска четврт Ниша)
Бубањ је градска четврт Ниша, у Нишавском управном округу. Административно припада Градској општини Палилула. У насељу се налази Спомен парк Бубањ.

## Географија
Бубањ се налази у југозападном делу Ниша, недалеко од излаза из града. На истоку се налази насеље Старо гробље, на југоистоку насеље Тутуновић подрум, а на југозападу предграђе Паси Пољана.

## Саобраћај
До Бубња се може доћи градским аутобуским линијама Бубањ—Доња Врежина (линија бр. 2) и Бубањ—Чалије (линија бр. 4), Ново гробље—Габровачка река (линија бр. 8), као и приградским линијама ПАС Ниш—Доње Власе и ПАС Ниш—Бубањ Село. Преко Бубња се може доћи до сеоских насеља Бубањ, Горње Међурово и Доње Власе, као и до Новог гробља.